# Parque Alentejo de Ciência e Tecnologia
O Parque do Alentejo de Ciência e Tecnologia (PACT) é um centro que promove a inovação e desenvolvimento tecnológico localizado em Évora, Portugal. Criado com o objetivo de impulsionar o crescimento económico da região através da ciência, tecnologia e inovação, o PACT funciona como uma plataforma de ligação entre empresas, instituições académicas e entidades públicas.
O parque promove a criação e o crescimento de negócios baseados em conhecimento, acolhendo start-ups, empresas tecnológicas, centros de investigação e iniciativas de transferência de tecnologia. Atualmente, é reconhecido como um dos principais hubs tecnológicos do sul de Portugal, sendo parte ativa na transformação digital e sustentável do Alentejo.

## História e fundação
O Parque teve origem em 2011, com a constituição oficial da entidade sob o nome PCTA – Parque de Ciência e Tecnologia do Alentejo. Esta iniciativa surgiu com o objetivo de fomentar a inovação e promover o desenvolvimento económico e tecnológico da região, aproximando o meio académico do setor empresarial.
Em 2015, foi concluída a construção do primeiro edifício, conhecido como 1.0, marcando o início da atividade operacional do projeto. O espaço foi concebido para acolher empresas de base tecnológica, centros de investigação e iniciativas empreendedoras.
Em 2018, a entidade passou a designar-se oficialmente por PACT – Parque Alentejo de Ciência e Tecnologia, assumindo uma identidade renovada e alinhada com uma visão mais abrangente e estratégica para a região. Desde então, tem-se afirmado como um hub regional de inovação, com foco em áreas como aeronáutica, saúde digital, economia circular, indústria 4.0 e empreendedorismo tecnológico.

## Expansão e infraestruturas
Como dito anteriormente, o edifício principal conhecido atualmente como PACT 1.0, foi inaugurado em 2015 e marcou o início da presença física do parque em Évora. Devido ao rápido crescimento houve necessidade de expandir e o projeto arquitectónico ficou a cargo do arquiteto João Luís Carrilho da Graça com o objetivo de consolidar o ecossistema de inovação no Alentejo, continuando a promover a ligação entre empresas, academia e entidades públicas e privadas.
Atualmente o PACT conta com seis edifícios. Em 2022 foi inaugurado o PACT 2.0, seguido do PACT 3.0 em 2023, fortalecendo significativamente a capacidade do parque e a sua atractividade regional e nacional.
As infraestruturas atuais estão equipadas com várias salas multiusos amplas e versáteis, espaços de coworking, um auditório completamente equipado e vários escritórios destinadas ao aluguer de startups, spin-offs e empresas.

## Áreas estratégicas de atuação
O PACT orienta a sua atividade em torno de cinco principais áreas estratégicas que refletem os desafios contemporâneos e as potencialidades da região do Alentejo:
- Aeronáutica – Apoio ao desenvolvimento de tecnologias e empresas ligadas ao setor aeroespacial, beneficiando da proximidade com o Aeródromo de Évora e do cluster aeronáutico regional.
- Empreendedorismo e Inovação – Promoção de uma cultura empreendedora através de programas de aceleração, incubação, mentoria e acesso a redes de conhecimento e financiamento.
- Indústria 4.0 – Incentivo à digitalização e modernização dos processos industriais, apoiando a adoção de tecnologias emergentes como inteligência artificial, robótica, internet das coisas e impressão 3D.
- Saúde Digital – Exploração de soluções tecnológicas aplicadas à saúde, desde a telemedicina à análise de dados clínicos, em articulação com centros de investigação e instituições de saúde.
- Economia Circular – Estímulo à transição para modelos económicos mais sustentáveis, promovendo a eficiência de recursos, a redução de resíduos e a inovação ambiental.

Estas áreas são transversais ao trabalho desenvolvido no PACT e orientam a sua estratégia de crescimento, colaboração e impacto no território.

## Ecossistema e parcerias
O PACT é líder do Sistema Regional de Transferência de Tecnologia (SRTT) e mantém parcerias estratégicas com instituições como a Universidade de Évora e vários politécnicos da região, fomentando a colaboração entre o meio académico e o setor empresarial. Integra um ecossistema dinâmico que reúne empresas, start-ups, instituições de ensino superior, centros de investigação, entidades públicas e organizações não-governamentais. Esta rede de colaboração permite potenciar sinergias entre os diversos agentes, promovendo inovação, transferência de conhecimento e desenvolvimento regional.
Atualmente o ecossistema é composto por mais de 50 empresas, que empregam diretamente mais de 540 trabalhadores. Entre estas empresas, destacam-se várias referências nacionais e internacionais, incluindo a KPMG, CEiiA, NTT DATA, Jerónimo Martins, Connectivity, Two Impulse e Startup, etc. O PACT acolhe empresas em diferentes estágios de desenvolvimento, desde ideias em fase embrionária até start-ups em aceleração e PME consolidadas, oferecendo um ambiente propício à experimentação, prototipagem e internacionalização.